# Алекси Колищърков
Алекси Колищърков е български революционер, деец на Вътрешната македоно-одринска революционна организация.

## Биография
Роден е в град Прилеп, тогава в Османската империя, в голямото българско семейство Колищъркови. Става член Прилепския околийски комитет на ВМОРО от есента на 1907 година. През септември 1910 година по време на обезоръжителната акция на младотурците е арестуван заедно с Петър Ацев, Михаил Попев, Димитър Янчулев и други видни българи и дейци на ВМОРО.